# Erling Méndez
Erling Méndez (Managua, 20 de marzo de 1992) es un futbolista nicaragüense. Juega de Portero y su actual equipo es el Juventus Managua de la Primera División de Nicaragua.

## Clubes
| Club             | País      | Año             |
| ---------------- | --------- | --------------- |
| Juventus Managua | Nicaragua | 2011 - Presente |